# Pescantes de La Gomera
Los pescantes fueron estructuras construidas en las costas de algunas de las islas Canarias a principios del siglo XX. Estos se erigieron con el objetivo de paliar la falta de infraestructuras viarias y portuarias, facilitando la entrada y salida de personas y mercancías en las islas, especialmente en los municipios de Hermigua, Agulo y Vallehermoso de La Gomera

## Historia y construcción

### Contexto previo
Antes del siglo XIX, La Gomera carecía de puertos con muelle, carreteras y vehículos a motor. Las exportaciones se realizaban a través de enclaves en la costa, como la Playa de La Caleta (conocida entonces como "playa del Azúcar") y la playa de Santa Catalina. En Hermigua, el embarcadero de Ciro Fragoso, construido en la segunda mitad del siglo XIX, fue una de las primeras infraestructuras portuarias de la zona, aunque insuficiente para las necesidades locales.

### Desarrollo a principios delsigloXX
En los primeros años del siglo XX, llegaron a La Gomera adelantos tecnológicos como el alumbrado público, el telégrafo, el teléfono y los barcos de vapor. Sin embargo, la construcción de una red de carreteras siguió siendo un desafío. La empresa británica Fyffes se estableció en Hermigua para la producción y exportación de plátanos y tomates, lo que llevó a los propietarios locales a reconocer la necesidad de mejores infraestructuras portuarias.

### Construcción del pescante de Hermigua
La construcción del Pescante de Hermigua comenzó en 1907 y se completó en 1908, con una inversión inicial de 60,000 pesetas, incrementada posteriormente a 110 000 pesetas. Esta estructura moderna y funcional permitió la exportación de productos agrícolas superando las limitaciones del transporte terrestre. En 1912, se proyectó una carretera que conectaría el pescante con los talleres de plátanos y tomates, mejorando significativamente la logística local.

### Expansión y nuevas Infraestructuras
Durante los años veinte, el auge económico permitió la construcción de un transbordador aéreo para mejorar el transporte de frutas. En 1925, se solicitó la construcción de una carretera estratégica que comunicaría Hermigua con su principal salida al mar. En 1929, el Cabildo Insular aprobó la construcción del Puente de Santa Catalina, uniendo definitivamente Hermigua con El Peñón por carretera.

## Impacto socioeconómico
El pescante transformó la economía y la sociedad de Hermigua, convirtiéndose en el principal motor económico del valle. Facilitó la exportación de productos agrícolas como plátanos y tomates, y promovió un gran movimiento social y comercial en la zona. A lo largo de los años, se construyeron nuevas infraestructuras alrededor del pescante, incluyendo almacenes, oficinas, viviendas, comercios y bares.

### Declive y abandono

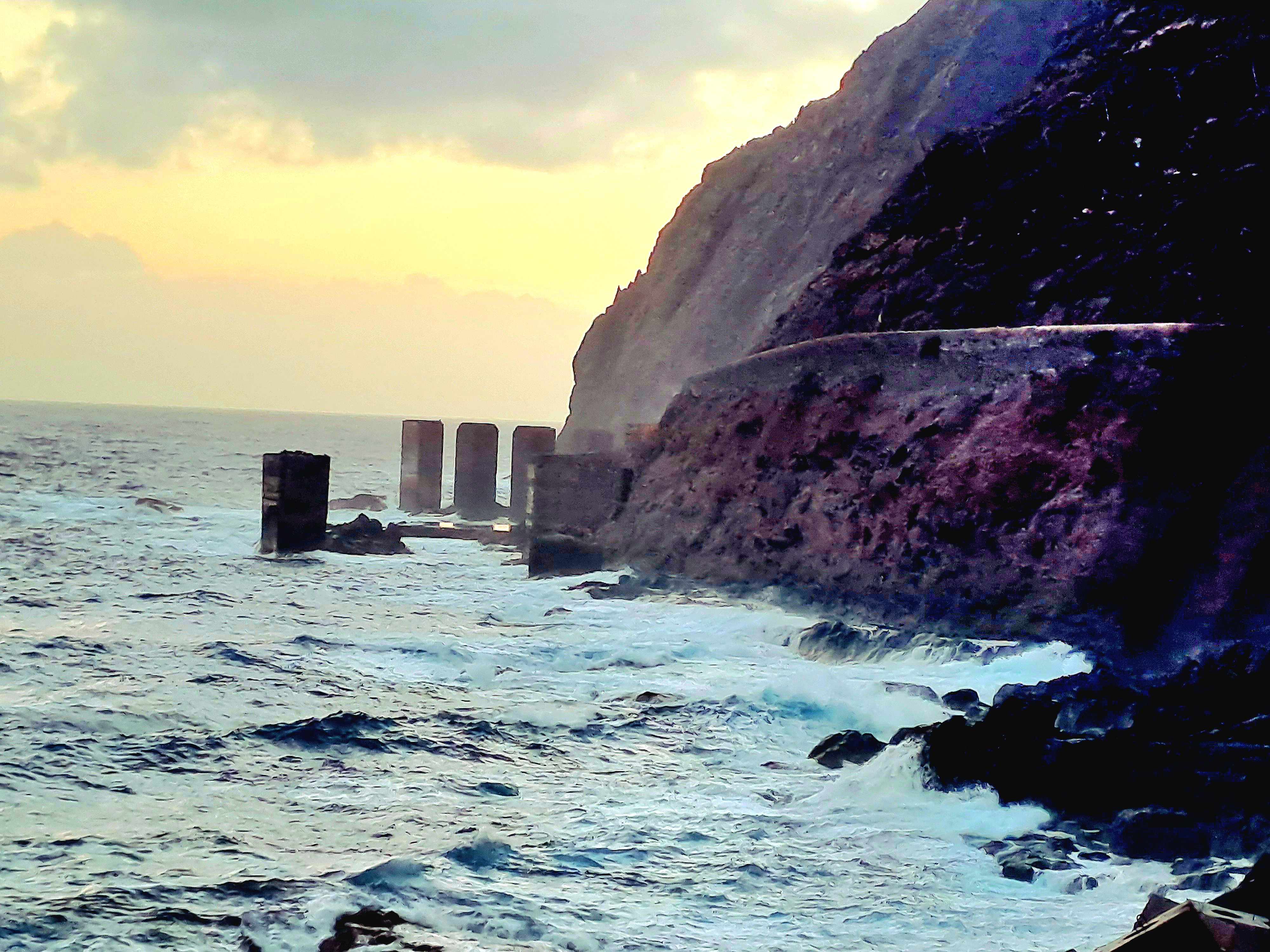
Estado actual del Pescante de Hermigua

A mediados del siglo XX, la construcción de nuevas carreteras y el muelle de San Sebastián redujeron la importancia de los pescantes. En 1943, la carretera que unía San Sebastián con Hermigua marcó el inicio del fin del pescante. La actividad cesó progresivamente debido a cambios socioeconómicos globales y la aparición de nuevos medios de transporte.

## Patrimonio histórico
Hoy en día, el pescante de Hermigua es un vestigio de la historia y el progreso económico de la región. En 2008, se celebró el centenario de su creación con numerosos actos conmemorativos, reconociendo su importancia en la historia local. Aunque su actividad ha cesado, sigue siendo un símbolo del esfuerzo y la innovación de los habitantes de Hermigua a lo largo de los siglos. 